# José Bódalo
José Bódalo Zúffoli (* 24. März 1916 in Córdoba, Argentinien; † 24. Juli 1985 in Madrid) war ein spanischer Schauspieler.

## Leben
José Bódalo wurde als Sohn des Schauspielerehepaares Eugenia Zúffoli und José Bódalo, der auch als Sänger wirkte, in Argentinien geboren, wo das Ehepaar auf Tournee war. Er begann ein Medizinstudium an der Universität Madrid, ging jedoch nach dem Spanischen Bürgerkrieg nach Venezuela, wo er bei „Radio Caracas“ als Sprecher sowie als Fußballspieler seinen Lebensunterhalt verdiente.
1940 trat er erstmals als Schauspieler in Erscheinung; bei einer Lateinamerika-Tournee spielte er mit seinen Eltern in „Madres frente a la guerra“. 1947 kehrte er nach Europa zurück und setzte seine Karriere nun auch im Film fort. Nach Alhucemas begann eine erfolgreiche Laufbahn in über 120 Film-, später auch Fernsehproduktionen; dabei etablierte er sich als einer der bedeutenderen spanischen Darsteller. Nachdem er in Sergio Corbuccis Italowestern Django den mexikanischen General Hugo gespielt hatte, wurde er in den folgenden Jahren auch in weiteren Filmen dieses Genres in ähnlichen Rollen besetzt. Seine Theaterkarriere verfolgte er unterdessen, seit 1961 mit dem „Teatro Nacional María Guerrero“, ebenfalls erfolgreich weiter bis zu seinem Tode.

## Filmografie (Auswahl)
- 1947: Alhucemas
- 1951: Mit leeren Händen (Balarrasa)
- 1955: Tres eran tres
- 1962: FBI… es war Mord (A hierro muere)
- 1964: El sonido prehistórico
- 1966: Cotolay
- 1966: Django
- 1966: 100.000 Dollar für einen Colt (La muerte cumple condena)
- 1966: La grande notte di Ringo
- 1966: Leise töten die Spione (Le spie uccidono in silenzio)
- 1966: Schneller als 1000 Colts (Thompson 1880)
- 1966: Sicario 77 – tot oder lebendig (Sicario 77, vivo o morto)
- 1967: Der letzte Zug nach Durango (Un treno per Durango)
- 1967: Ein Stoßgebet für drei Kanonen (Professionisti per un massacro)
- 1968: Zum Krepieren befohlen (Giugno '44 – Sbarcheremo in Normandia)
- 1968: Von Django – mit den besten Empfehlungen (Uno dopo l'altro)
- 1968: Weiße Westen für Ganoven (Uno scacco tutto matto)
- 1969: Garringo – der Henker (Garringo)
- 1970: Blutspur (Persecución hasta Valencia)
- 1970: Laßt uns töten, Companeros (Vamos a matar, compañeros)
- 1971: Captain Apache
- 1980: Panik im Casino (Black Jack)
- 1982: Der Bienenkorb (La colmena)
- 1982: Volver a empezar